# Aristide Zogbo
Aristide Benoît Zogbo (Abidjan, 30 dicembre 1981) è un ex calciatore ivoriano, di ruolo portiere.